# جانيت هاميلتون
جانيت هاميلتون (بالإنجليزية: Janet Hamilton)‏ (12 أكتوبر 1795، أناركشاير في المملكة المتحدة - 27 أكتوبر 1873)؛ كاتِبة وشاعرة بريطانية.